# 런 더 쥬얼스
런 더 쥬얼스(Run the Jewels)는 미국의 힙합 슈퍼그룹이다. 뉴욕 출신 래퍼, 프로듀서인 El-P와 아틀랜타 출신의 래퍼인 킬러 마이크가 2013년 결성하였다.

## 음반
정규앨범
- Run the Jewels (2013)
- Run the Jewels 2 (2014)
- Run the Jewels 3 (2016)

리믹스 앨범
- Meow the Jewels (2015)